# لی جی آه
لی جی آه ( LeeJiAh | 이지아 ) با نام اصلی خود کیم سانگ یون ، در ۶ آگوست ۱۶ مرداد ، ۱۹۷۸ به‌دنیا آمد.
لی فارغ‌التحصیل رشته گرافیک است.
کیم سانگ یون متولد ۶ آگوست ۱۹۷۸ در یک خانواده ۶ نفره در کره‌جنوبی به دنیا آمد. پدر کیم یک تاجر بزرگ است و پدر بزرگ کیم که احتمال می‌رود که پدر پدر او باشد ، بنیانگذار مدرسه ی هنرسئول کیم‌سون‌هیونگ است. او به جز خودش ۲ خواهر و ۱ برادر نیز دارد.
زمانیکه کیم ۱۲ ساله بود همراه خانواده‌اش به آمریکا مهاجرت کرد و تا وقتی‌که او ۲۲ ساله بود در آنجا ماند. کانگ درباره مهاجرت خود می‌گوید: زندگي و تحصیل در کالیفرنیا باعث شد من بتوانم پیشرفت زیادی در دروس و هنر داشته باشم. کانگ ادامه‌ی تحصیلات خود را در آمریکا یاد گرفت و در رشته‌ی گرافیک در دانشگاه پاسادنا تحصیل کرد ولی به دلایلی از فارغ‌التحصیلی امتناع کرد. 
می‌توان گفت زمانیکه لی ۲۶ یا ۲۷ ساله بود به کشور خود بازگشت . او با بازیگر بائه‌یونگ‌جون در یک تبلیغات تلویزیونی برای LG کرد و در همان هنگام عاشق بازیگری شد. 
اولین سریال وی " افسانه " نام‌دارد که باعث دریافت جوایز ها و شهرت های بسیاری شد. همچنین با بازی در سریال ویروس‌بتهوون و سریال‌کره‌ای‌استایل ، رابطه‌چهره‌ذهن‌و‌عشق ، منم‌همینطور‌گلم ، زنی‌که‌سه‌بار‌ازدواج‌کرد ، نیلوفرآبی ، موسودان ( گفته می‌شود که لی خودش فیلمنامه این سربال را نوشته ) ، آقای‌من ، کاراگاه‌روح ، بانوی‌اول ، پنت‌هاوس ، پاندورا درخشید. 
در سال ۲۰۱۱ معلوم شد که جی آه با بازیگر جونگ‌وو‌سونگ رابطه ی پنهانی دارد و عکسی که یک توریست منتشر کرده بود دیده می‌شد که لی و جونگ در یک قرار عاشقانه‌ای در شهر پاریس هستند. چندی بعد معلوم شد لی با سئو‌تایجی ازدواج و سپس طلاق گرفته است . او با سئو در سال ۲۰۰۶ تا ۲۰۰۹ رابطه داشته و بخاطر خیانتی که سئو به لی کرد از او طلاق گرفت.
لی همچنین در سال ۲۰۲۱ برای اینکه نابرابری دانش‌آموزان در کره‌جنوبی وسایل الکترونیکی که دانش آموزان نیاز داشتند را خرید و به دانش آموزانی که خانواده‌ی نسبتاً فقیری داشتند هدیه داد.